# Статуя Коатликуэ
Статуя Коатликуэ — изваяние из андезита высотой 2,7 метра, считающееся изображением ацтекской богини Коатликуэ («она в платье из змей»). В настоящее время хранится в Национальном музее антропологии в городе Мехико. В основании статуи — рельеф с изображением бога Тлальтекутли («владыка земли»).

## История
Статуя была найдена при земляных работах на главной площади Мехико 13 августа 1790 года; 17 декабря неподалёку был обнаружен Камень Солнца (неточно называемый «ацтекским календарём»). Находку изучил местный учёный Антонио де Леон и Гама, ошибочно посчитавший статую изображением бога Теояомкуи. Креолам и европейцам статуя Коатликуэ казалась безобразным и омерзительным чудовищем, в то время как представители коренного населения начали ей поклоняться, ставя перед изваянием свечи и украшая его цветами. Чтобы предотвратить подобные действия, статую зарыли во дворе Университета Мехико, скрыв её от посторонних глаз.
В 1803 году статую выкопали, чтобы дать Александру фон Гумбольдту возможность зарисовать её и снять с неё слепки; затем она снова была зарыта. Вторично её выкопали в 1823 году по просьбе коллекционера Уильяма Буллока, который снял с неё слепок и на следующий год выставил копию статуи в Лондоне.
Существует похожая статуя, найденная в 1933 году и известная как Йолотликуэ («её платье — сердце»). Она практически полностью повторяет Коатликуэ, но облачена в «платье» из человеческих сердец, а не змей. Известны также два обломка сходной статуи (или нескольких статуй), что позволяет предположить существование целой серии изваяний.

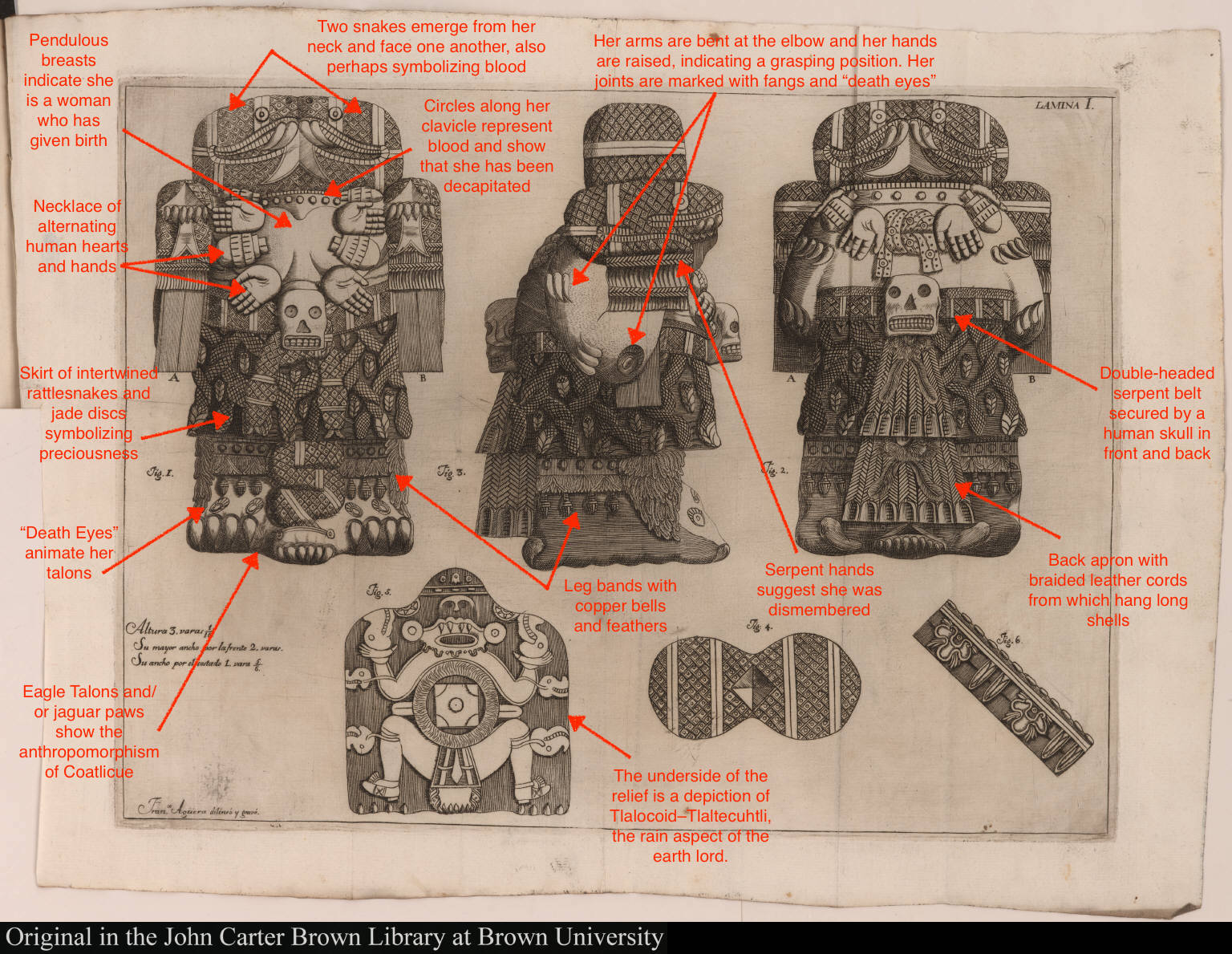
Дешифровка символов статуи Антонио де Леона и Гама (английский язык). Оригинал хранится в Библиотеке Джона Картера Брауна в Университете Брауна